# Національна дорога 78 (Польща)
Національна дорога 78 (пол. Droga krajowa nr 78, DK78) — національна дорога класу GP протяжністю приблизно 230 км км від Халупків до Хмільника, проходить через Сілезьке та Свєнтокшиське воєводства. Він також з'єднує сусідні міста з аеропортом Катовіце-Пижовіце.

## Допустиме навантаження на вісь
З 13 березня 2021 року допускається рух транспортних засобів з навантаженням на одну ведучу вісь до 11,5 тонн.

## Більші міста вздовж національної дороги 78
- кордон з Чехією (в Чехії, дорога № 67 — новий міст у Халупках — і шосе D1)
- Халупкі (DK45)
- Водзіслав-Шльонський (DW933, DW932)
- Рибник (DW920, DW925, DW929, DW935)
- Гливиці (A1, A4, DK44, DK88, DW408, DW901)
- Забже (A1, DK94)
- Битом
- Тарновські Гури (DK11, DW908)
- Пижовиці Airport Katowice, (A1, S1, DW913)
- Севеж (DK91, DW793) — кільцева дорога
- Поремба — запланована об'їзна дорога
- Заверці (DW791, DW796) — запланована об'їзна дорога
- Щекоцини (DK46, DW795) — запланований об'їзд
- Єнджеюв (S7, DW768) — північний та східний обхід S7
- Хмельник (DK73, DW765)